# إندرامايو

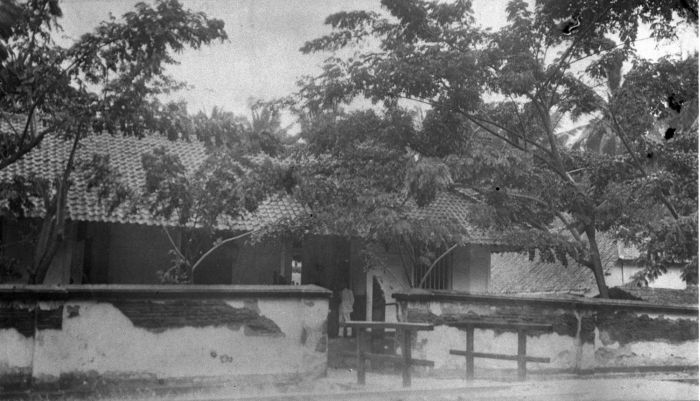
مستشفى في إندرامايو عام 1925

إندرامايو مدينة تقع في مقاطعة جاوة غرب في إندونيسيا وتعتبر مركز بلدية إندرامايو.
تقع بلدة إندرامايو في المنطقة الساحلية الشمالية من جاوة غرب، وشرق جاكرتا، وباتجاه الشمال الشرقي من مدينة باندونغ، وشمال غرب مدينة سيريبون.
وتقع بلدة إندرامايو تحت مستوى سطح البحر، مما يعني أن المدينة معرضة لمخاطر العواصف وارتفاع موجات المد. لكن المدنية عن طريق بعض الكثبان الرملية والقناطر على شاطئ البحر. مناخ الجزيرة جاف تماما.

## سكان إندرامايو
عدد مواطني بلدية إندرامايو المسجلين هم حوالي 1600000 نسمة. مدينة إندرامايو نفسها لا يسكنها سوى أقل من 24,000 نسمة. تقدر مساحة مدينة إندرامايو 2006 كيلومتر مربع.
وبسبب عدم وجود صناعة ووعدم توفر فرص عمل، فهناك هجرة من المنظقة إلى أجزاء أخرى من إندونيسيا.

## اقتصاد إندرامايو
تم العثور على النفط الخام في منطقة إندرامايو. بينما السكان المحليين بالقرب من الشاطئ يعيشون من صيد السمك. إضافة إلى ذلك هناك زراعة محاصيل الكابوك والقرنفل والحمضيات وغيرها من الفاكهة. إندرامايو تشتهر بإنتاج المانغوستين. وكانت إندرامايو معروفة بأنهل المصدر الأول في إندونيسيا للأرز حتى فترة ثمانينات وتسعينات القرن الماضي.

## جزر بياواك
وهي مجموعة جزر تقع في بحر جاوة وتتبع منطقة إندرامايو وتضم أربعة جزر:
1. جزيرة بياواك
2. جزيرة كانديكيان
3. جزيرة راكيت
4. جزيرة غونسونغ

## مواقع خارجية
- الموقع الرسمي
- صور من جزيرة بياواك